# 南無拳
南無拳，河南拳術，為中國武術流派之一，是河南非物質文化遺產。

## 源流
南無拳據說是全真教北七真之一譚處端在洛陽上清宮所創，一直在洛陽道教南無派内部世代單傳，是承襲全真教道家拳法再創的一套拳術，注重強身健體、修身養性。

## 介紹
南无拳的武学理念源于老子《道德经》中道法自然思想，继承道教气功跟武术，綜合掌法、步法跟腿法，组成21式套路，目前普及傳授的18式套路，就形成一套简便的养生健身術。

## 來源
1. ↑  .   [2023-01-31]. （原始内容存档于2023-01-31）.
2. ↑  .   [2023-01-31]. （原始内容存档于2023-01-31）.